# Péninsule de Noto

Localisation au Japon.

La péninsule de Noto (能登半島, Noto-hantō) est la plus grande péninsule de la côte ouvrant sur la mer du Japon. Elle se situe à environ 300 km au nord-ouest de Tōkyō. La plus grande partie de la péninsule appartient à la préfecture d'Ishikawa.

## Géographie
La péninsule de Noto est divisée en 3 régions.

### Kutinoto
La région méridionale de la péninsule, avec les villes de Hakui, Hodatu-Simizu et Sika.
Grand Temple de Keta (Hakui)Le premier temple shinto de Noto. Beaucoup de jeunes femmes viennent y prier le dieu de l'amour et du mariage.
Nagisa Driveway (route de plage)Une belle route sur la plage de sable dur. Bien qu'elle ne soit pas pavée, elle permet des vitesses importantes.

### Nakanoto
La région centrale de la péninsule, avec les villes de Nanao et Nakanoto.
Wakura onsen (Nanao)Station thermale desservie par la ligne Nanao de la JR West.
Noto-jima (Nanao)Grande île dans la baie de Nanao avec un aquarium.

### Okunoto
La région nord de la péninsule, avec les villes de Suzu, Wajima, Noto et Anamizu.
Sōji-ji Soin (Wajima)Sōji-ji Soin était le grand temple principal de l'école Sōtō du bouddhisme zen.
Mitsuke-jima (Suzu)Le nom, littéralement l'île trouvé, vient de la légende selon laquelle Saint Kobo (le fondateur du bouddhisme ésotérique au Japon) a trouvé son bâton magique ici, au retour de son voyage d'étude en Chine.

## Honneur
L'astéroïde (20625) Noto est nommé en son honneur.